# Hans Thomas (Musiker)
Hans Thomas, auch Hans Thomas-Mindnich genannt (* 14. August 1937 in Beuel; † 3. Dezember 2019 in Itzehoe), war ein deutscher Jazzmusiker (Trompete, Flügelhorn) und Musikredakteur.
Thomas erhielt ab 1949 Klavier- und Akkordeonunterricht; 1952 wechselte er zur Trompete und erhielt bis 1958 Unterricht. Er spielte im Landesjugendorchester Nordrhein-Westfalen und leitete dann ein eigenes Jazzensemble „Mainstream“. Mit dieser Band nahm er Alben für die Labels Focus und Intersound auf. Dann gehörte er dem Orchester Kurt Edelhagen an; auch arbeitete er als Studiomusiker für Peter Herbolzheimers „Galactic Light Orchestra“ und war auch an Aufnahmen von Walter Strerath und „Madison“ beteiligt. Er komponierte unter dem Pseudonym Thomas Mindnich. Von 1966 bis 1980 war er Dozent im Jazzseminar der Universität Bonn; daneben war er an der Musikschule St. Augustin tätig. 1980 ging er als Musikredakteur zum Süddeutschen Rundfunk nach Stuttgart, wo er sowohl die Sendungen Jazztime und Treffpunkt Jazz verantwortete als auch einer der Gestalter des Musikprogramms von SDR 3 war.
Thomas starb im Dezember 2019 im Alter von 82 Jahren.

## Lexikalische Einträge
- Jürgen Wölfer: Jazz in Deutschland. Das Lexikon. Alle Musiker und Plattenfirmen von 1920 bis heute. Hannibal, Höfen 2008, ISBN 978-3-85445-274-4.